# Roger Vercel
Roger Vercel, vlastním jménem Roger Delphin Auguste Crétin, (8. ledna 1894, Mans – 26. února 1957, Dinan) byl francouzský spisovatel.

## Životopis
Jeho studium literatury v Caen přerušila 1. světová válka. Měl špatný zrak a proto nejprve sloužil jako vojenský zdravotník. Pro nedostatek důstojníků byl však povolán na důstojnické školení do Saint-Cyr. Bojoval pak v Yser, Champagne a Somme. Poté byl až do uzavření příměří umístěn na východní frontu.
Po návratu do Dinanu se stal v roce 1921 profesorem literatury na koleji.
V roce 2011 byl objeven jeho antisemitský článek z 16. října 1940 publikovaný v deníku L'Ouest-Éclair.
Ze svého místa odešel po 2. světové válce; patrně byl odvolán za kolaboraci s nepřítelem.
Za dílo Au Large de l'Eden obdržel v roce Prix du Comité Fémina France-Amérique a v roce 1934 Prix Goncourt za Capitaine Conan.

## Publikace
Romány

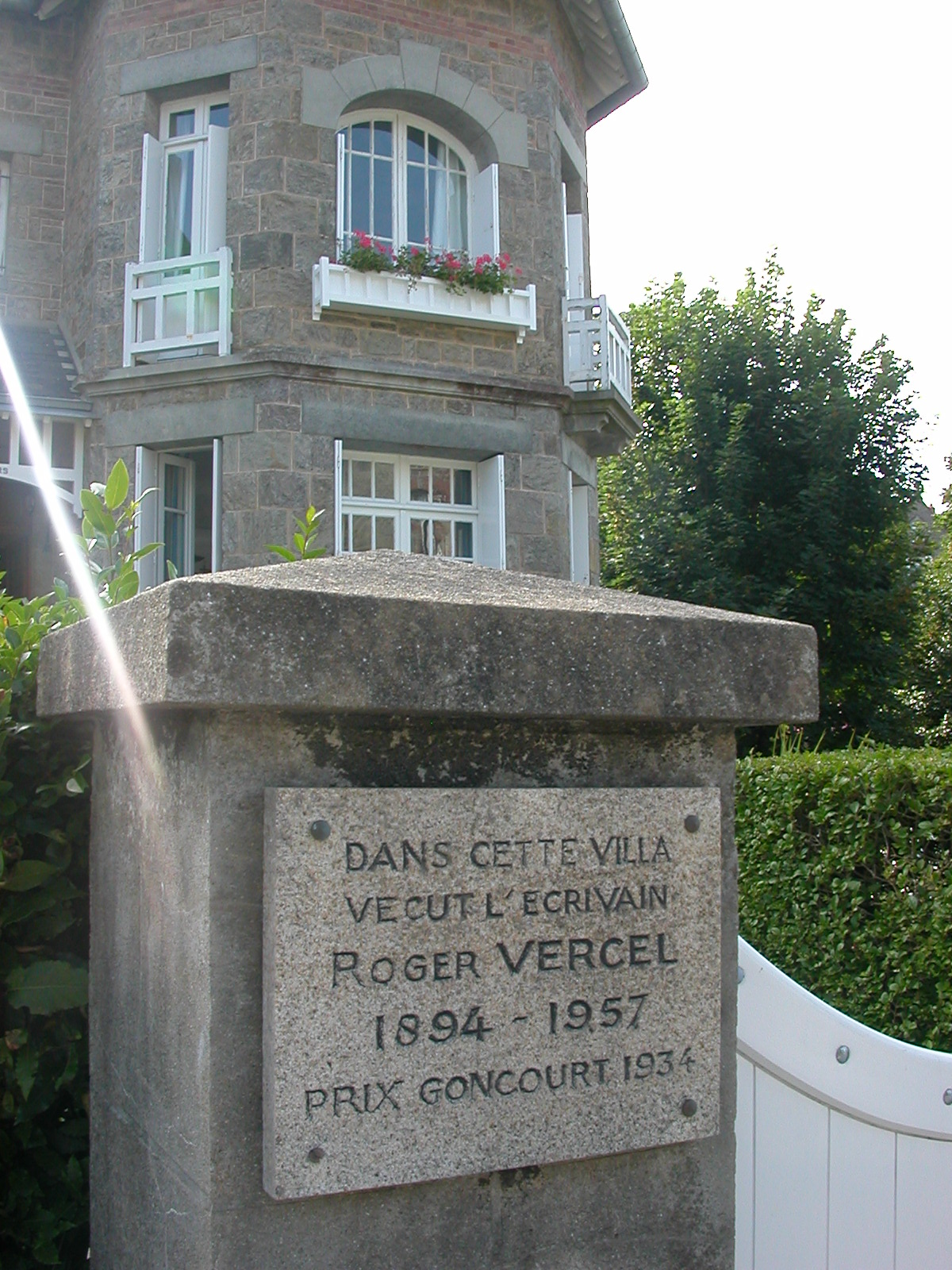
Vila Rogera Vercela v Dinardu

- Notre père Trajan, Albin Michel, 1930.
- En dérive, Albin Michel, 1931.
- Au large de l'Eden, Albin Michel, 1932.
- Le Maître du rêve, Albin Michel, 1933.
- Capitaine Conan, 1934
- Remorques, Albin Michel, 1935. Bibliophiles de France Archivováno 19. 7. 2020 na Wayback Machine., 1957
- Léna, Albin Michel, 1936
- Sous le pied de l'archange, Albin Michel, 1937.
- Jean Villemeur, Albin Michel, 1939.
- La Hourie, Albin Michel, 1942.
- Aurore boréale, Albin Michel, 1947.
- La Caravane de Pâques, Albin Michel, 1948. (ilustroval Frédéric Back)
- La Fosse aux vents :
  -  I. Ceux de la Galatée, Albin Michel, 1949.
  -  II. La Peau du diable, Albin Michel, 1950.
  -  III. Atalante, Albin Michel, 1951.
- Visage perdu, Albin Michel, 1953.
- Le Bateau qui pleure, Tallandier, 1953.
- L'Île des revenants, Albin Michel, 1954.
- Été indien, Albin Michel, 1956.

Novely
- Rencontrées sur l'épave, N.R.F. Gallimard, 1936.
- Le Vœu de Quintin v Cinq histoires de France, 1937.
- La Clandestine, Albin Michel, 1941.
- Mer Blanche v Lectures de Paris 3, S.E.PE., 1945.
- Rafales, Albin Michel, 1946.
- La Mauvaise Passe v Trio 1, éd. Colbert, 1946.
- Au bout du môle, Albin Michel, 1960.
- La Tête d'Henri IV, N.R.F. Gallimard.
- Vent de Terre, Albin Michel, 1961.

Vyprávění
- Cesière Blanche, Albin Michel, 1938.
- À l'assaut des Pôles, Albin Michel, 1938.
- Ange-Marie, négrier sensible, Albin Michel, 1938.
- Visages de corsaires, Albin Michel, 1943.
- La Rance, ed. Arc-en-ciel, 1945.
- Fleuve rouge, dans Les Œuvres libres, 8, Arthème Fayard, 1946.
- Le Fleuve : Les Grandes Heures de la vie de Francis Garnier, ed. de la Nouvelle France, 1946 (contient « Fleuve rouge »).
- Du Saint-Malo d'aujourd'hui à la Rance d'hier, v Les Œuvres libres 14, Arthème Fayard, 1946.
- « Il y a dix ans disparaissait Charcot », dans Historia 1, 6 p., Tallandier 1946.
- Trois pots de fleurs dans la pièce d'eau, ed. Arc-en-ciel , 1947.
- Saint-Malo et l'âme malouine, Albin Michel, 1948.
- Un troisième centenaire : Jean Bart, corsaire, v Historia 47, 8 p., Tallandier 1950.
- Francis Garnier à l'assaut des fleuves, Albin Michel, 1952.
- En Bretagne, la Côte d'Emeraude (du Mont-Saint-Michel à Paimpol), Arthaud, 1952.
- Le Grand Pavois, (spoluautor Jean Raynaud), France Empire, 1952.
- Boulogne, grand port de pêche, Comité d'entraide des familles des marins péris en mer lors du naufrage du chalutier Colbert, 1956.
- « À l'assaut du pôle sud », v Historia 111, 9 p., Tallandier 1956.
- « Un homme : Charcot », v Historia 118, 3 p., Tallandier 1956.
- Les Îles anglo-normandes, Albin Michel, 1956.
- Pêcheurs des quatre mers, L'Imprimerie moderne de Nantes, 1957.
- Il y a cinquante ans : Peary vainqueur du pôle Nord ? v Historia 149, 6 p., Tallandier 1959
- Bretagne aux cent visages, Albin Michel, 1959.
- Le roman d'Agrippine, Albin Michel, 1965.
- Le centenaire de Nansen v Historia 179, 8 p., Tallandier 1961.

Biografie
- Du Guesclin, Albin Michel, 1932 ; Éditions Arc-en-ciel, 1944 (ilustroval Frédéric Back); Éditions de la Nouvelle France, 1944 (ilustorval Jacques Lechantre).
- Le Bienheureux Charles de Blois, Albin Michel, 1942.
- Nos vaillants capitaines, Impr. de Curial-Archereau, 1945.

Studie
- Les images dans l'œuvre de Corneille, thèse pour le doctorat ès-lettres, A. Olivier, 1927.
- Lexique comparé des métaphores dans le théâtre de Corneille et de Racine, thèse complémentaire pour le doctorat ès-lettres, A. Olivier, 1927.
- Un programme d'éducation générale v Disciplines d'action, Vichy, Paříž, Commissariat général à l'éducation générale et aux sports, 1942.

## Filmové adaptace
- Remorques, 1941 (režie Jean Grémillon, hrají Jean Gabin, Michèle Morganová, Madeleine Renaud, Fernand Ledoux)
- Du Guesclin en 1949 (režie Bernard de Latour, hrají Gisèle Casadesus, Louis de Funès, Gérard Oury)
- Les Eaux troubles, 1949 (režie Henri Calef, hrají Jean Vilar, Ginette Leclerc, André Valmy, Mouloudji) dle novely Lames Sourdes.
- Le Grand Pavois, 1954 (režie Jacques Pinoteau, hrají Nicole Courcel, Marie Mansard, Jean-Pierre Mocky)
- Capitaine Conan, 1996 (režie Bertrand Tavernier, hrají Philippe Torreton, Samuel Le Bihan, Bernard Le Coq)